# アレクサンドル・セルゲーエヴィチ・ヤコヴレフ

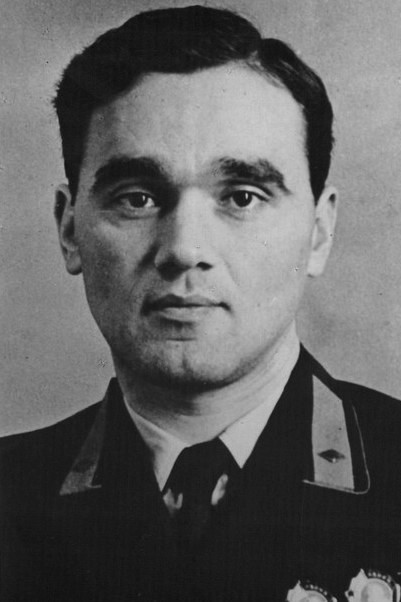
アレクサンドル・ヤコヴレフ

アレクサンドル・セルゲエヴィッチ・ヤコヴレフ（Александр Сергеевич Яковлев 、ラテン文字転写の例:Alexander Sergeyevich Yakovlev 、1906年4月1日 - 1989年8月22日）はソ連の航空技術者・飛行機設計士。ヤク戦闘機を設計し、ヤコヴレフ設計局を設立した。航空大将。
ヤコヴレフはソ連の航空模型製作、滑空競技、航空スポーツの創設者である。1924年にAVF-10グライダーを、1927年には超軽量飛行機AIR-1を製作した。これらは、スポーツ用・訓練用として利用された彼の最初期の飛行機である。
彼は1924年初頭に、モーター技術者として働き、その後労農赤軍空軍アカデミーに入学した。1931年、航空機工場の技術者となり、そこにおいて1932年、彼の初となる軽飛行機設計局が開設された。彼は1953年、ヤコヴレフ設計局の主任設計士となり、その後に設計士長(1956-1984)となった。
彼は1940年から1946年まで、航空産業人民委員代理（次官）を務めた。
1943年、ソ連科学アカデミーの寄稿会員となり、また1940年と57年には、社会主義労働英雄を受賞した。1946年、航空大将の階級を授与。1976年、ソ連科学アカデミーの正会員となった。ヤコヴレフは、1984年8月21日に引退した。

## パーソナル
ヤコヴレフは、その経歴のなかで数多くの勲章や栄典を受賞した。
- ソ連最高会議代議員 (1946年-1989年)
- レーニン賞 (1972)
- スターリン賞/国家賞（1941年、42年、43年、46年、47年、48年、77年）
- Gold Aviation medal of FAI
- レーニン勲章（10個）
- 十月革命勲章
- 赤旗勲章（2個）
- スヴォーロフ勲章（一等及び二等）
- 一等祖国戦争勲章（2個）
- 労働赤旗勲章
- 赤星勲章
- フランス・レジオンドヌール勲章
- Officer's Cross

## 注
1. ↑  ロシア語の発音は、アリクサーンドル・ヤーカヴリェフ。
2. ↑  後にN.E.ジュコーフスキー教授の名を冠する（1927-1931年）